# تیلور سوئیفت و دف لپارد
«تیلور سوئیفت و دف لپارد» یک قسمت از مجموعه تلویزیونی چهارراه‌های سی‌ام‌تی از شبکه سی‌ام‌تی است. این قسمت شامل اجراهایی از خواننده-ترانه‌سرای آمریکایی تیلور سوئیفت به همراه گروه موسیقی راک بریتانیایی دف لپارد است.
این اجرا در ۶ اکتبر ۲۰۰۸ ضبط شد، و پریمر تلویزیونی آن در ۷ نوامبر ۲۰۰۸ پخش شد و در ۱۶ ژوئن ۲۰۰۹ به‌صورت دی‌وی‌دی به‌طور انحصاری در فروشگاه‌های وال‌مارت در ایالات متحده توسط بیگ ماشین رکوردز منتشر شد.

## اجراها
در این برنامه اجرای ترانه‌هایی از تیلور سوئیفت و دف لپارد، همچنین بخش مصاحبه ارائه شده‌است.
1. «تصویر»
2. «تصویر سوزاندنی»
3. «داستان عشق»
4. «هیستری»
5. «اشک‌ها بر روی گیتارم»
6. «وقتی عشق و کینه برخورد می‌کنند»
7. «باید نه می‌گفتی»
8. «کمی شکر روی من بپاش»
9. «عشق»
10. «آهنگ ما»
11. «دو قدم پشت سر»